# Коритне (Подільський район)
Кори́тне — село у складі Балтської міської громади у Подільському районі, Одеська область.

## Географія
Розташоване на річці Батіжок за 10 км від центру громади — міста Балта, за 17 км від залізничної станції Балта. На півдні межує з селами Бендзари та Немирівське, на сході з селом Пасат, на півночі з селом Кринички на заході з селом Козацьке.

## Історія
На околиці Коритного виявлено поселення трипільської культури.
Коритне засноване в 1760 році. Неподалеку також існувала (до 1922 року) єврейська землеробська колонія Абазовка, заснована в 1848 році. 
За адміністративним поділом XVI сторіччя Брацлавський повіт, ХІХ сторіччя Балтський повіт, з XX сторіччя Балтський район, з XXI Подільський район.
Церква «Всіх святих», засновано на цвинтарі у 1872 році, збудована в 1875, з матеріалу старої дерев'яної церкви. З 1885 року не використовується через ветхість.
7 (20) листопада 1917 року, відповідно до Третього Універсалу Української Центральної Ради, увійшло до складу Української Народної Республіки.
Під час організованого радянською владою Голодомору 1932—1933 років померло щонайменше 4 жителі села.
У роки Другої світової війни в селі діяла підпільна організація під керівництвом Л. В. Якубовського.
З 1991 року в складі незалежної України.
12 червня 2020 року, відповідно до Розпорядження Кабінету Міністрів України від № 724-р «Про визначення адміністративних центрів та затвердження територій територіальних громад Одеської області», увійшло до складу Балтської міської територіальної громади.
19 липня 2020 року, в результаті адміністративно-територіальної реформи і ліквідації Балтського району, село увійшло до складу новоутвореного Подільського району.

## Населення
Згідно з переписом 1989 року населення села становило 899 осіб, з яких 356 чоловіків та 543 жінки.
За переписом населення 2001 року в селі мешкало 758 осіб.

### Мова
Розподіл населення за рідною мовою за даними перепису 2001 року:
| Мова       | Відсоток |
| ---------- | -------- |
| українська | 97,37 %  |
| румунська  | 1,84 %   |
| російська  | 0,66 %   |

## Пам'ятки природи
Біля села розташовано Коритнівський ентомологічний заказник місцевого значення, засновано у 1983 році, загальна площа 25 гектар.

## Відомі люди

### Народилися
- Костянтин Григорович Солуха — український громадський і культурний діяч та меценат на Поділлі. Перший голова Подільської «Просвіти».

### Проживали, перебували
- Петро Петрович Вершигора — письменник, ріс і вчився у Коритному.
- Святий Феодосій (Левицький) (нар. у 1791 р.) — був сином священика з Коритного.